# Лейк Мунгто
Лейк Мунгто (бірм. လိပ်မွတ်ထေ, монська မမောဟ်ထာဝ်; 1432 — 1454) — 14-й володар монської держави Гантаваді у 1453—1454 роках.

## Життєпис
Син Бінья Рана I, володаря Гантаваді, та Сомін Вімалудеві (небоги Могньїнтадо). Народився 1432 року. 1446 року після смерті батька через малий вік влада перейшла до його названого брата Бінья Вару. Останній загинув 1451 року внаслідок змови Бінья Чана, який знищив майже усіх членів династії. Лейк Мунгто ледве врятувався, в квітні 1453 року влаштувавши заколот, вбивши Бінья Чана.
Втім він також не мав певної влади, постійно перебуваючи під загрозою змови. Зрештою у січні 1454 року його було вбито одним зі своїм амати (міністрів). Влада перейшла до стрийні Лейк Мунгто — Шінсобу.